# Сара Зинаић
Сара Зинаић (Инђија, 13. децембар 2001) српска је певачица.

## Биографија
Музиком се бави од своје дванаесте године. Била је победница такмичења, које је организовала независна продукцијска кућа Sever Label. Тиме добија прилику да сними свој први сингл. Пише текстове за своја прва два сингла Удес и Honey. Због боје гласа и украса прозвана је српском Аријаном Гранде, а Сара је наводи као свог узора. Ишла је на часове певања код Зорје. Године 2019. и 2020. била је на турнеји са Миланом Станковићем, као женски пратећи вокал.
Студира информационе технологије на Универзитету Сингидунум.

### IDJ Show
Године 2023. Сара се на аудицији за IDJ Show представила са песмом Вукови Емине Јаховић. Иако је од жирија и публике добијала одличне коментаре, није ушла у топ 18 такмичара на разочарење гледалаца који су то изразили на друштвеним мрежама. Њена ауторска песма Удес коју је певала у студију постала је вирална. Продукција је решила да је због велике подршке публике врати у такмичење, улази у топ 12 такмичара и добија прилику да сними своју песму и спот. Ментор јој је Реља Поповић.

## Дискографија

### Синглови
- Удес (2021)
- са REVVO (2022)
- (2023)
- са Едитом (2024)

### Обраде
- Слободно ме рани (2020)
- Јасно ми је (2023)
- Сврати x Атлантида x Хотел x Љуби јако (2023)
- Контроверзне са Сањом Алекс (2023)
- x Ширина са Валентином (2023)
- Ја сам твој дом (2023)
- са Анастасијом Спасевском (2023)